# Доња Лисина
Доња Лисина (буг. Долна Лисина) је насеље у Србији у општини Босилеград у Пчињском округу. Према попису из 2022. било је 126 становника.

## Демографија
У насељу Доња Лисина живи 277 пунолетних становника, а просечна старост становништва износи 48,5 година (46,0 код мушкараца и 51,2 код жена). У насељу има 113 домаћинстава, а просечан број чланова по домаћинству је 2,80.
Становништво у овом насељу веома је нехомогено (према попису из 2002. године), а у последња три пописа, примећен је пад у броју становника.
|  |

| Демографија | Демографија | Демографија |
| Година      | Становника  | Становника  |
| ----------- | ----------- | ----------- |
| 1948.       | 599         |             |
| 1953.       | 632         |             |
| 1961.       | 575         |             |
| 1971.       | 611         |             |
| 1981.       | 503         |             |
| 1991.       | 365         | 365         |
| 2002.       | 316         | 317         |
| 2011.       | 195         |             |
| 2022.       | 126         |             |

| Етнички састав према попису из 2002.‍ | Етнички састав према попису из 2002.‍ | Етнички састав према попису из 2002.‍ | Етнички састав према попису из 2002.‍ | Етнички састав према попису из 2002.‍ |
| ------------------------------------ | ------------------------------------ | ------------------------------------ | ------------------------------------ | ------------------------------------ |
|                                      |                                      |                                      |                                      |                                      |
| Срби                                 | Срби                                 |                                      | 122                                  | 38,60%                               |
| Бугари                               | Бугари                               |                                      | 93                                   | 29,43%                               |
| Југословени                          | Југословени                          |                                      | 7                                    | 2,21%                                |
| Македонци                            | Македонци                            |                                      | 2                                    | 0,63%                                |
| непознато                            | непознато                            |                                      | 31                                   | 9,81%                                |
| неизјашњени                          | неизјашњени                          |                                      | 60                                   | 18,99%                               |

| Година пописа     | 1948. | 1953. | 1961. | 1971. | 1981. | 1991. | 2002. |
| ----------------- | ----- | ----- | ----- | ----- | ----- | ----- | ----- |
| Број домаћинстава | 105   | 119   | 130   | 151   | 156   | 123   | 113   |

| Број чланова      | 1  | 2  | 3  | 4  | 5 | 6 | 7 | 8 | 9 | 10 и више | Просек |
| ----------------- | -- | -- | -- | -- | - | - | - | - | - | --------- | ------ |
| Број домаћинстава | 27 | 36 | 18 | 14 | 8 | 5 | 4 | 0 | 1 | 0         | 2,80   |

| Пол    | Укупно | Неожењен/Неудата | Ожењен/Удата | Удовац/Удовица | Разведен/Разведена | Непознато |
| ------ | ------ | ---------------- | ------------ | -------------- | ------------------ | --------- |
| Мушки  | 143    | 37               | 91           | 13             | 2                  | 0         |
| Женски | 139    | 18               | 92           | 25             | 4                  | 0         |
| УКУПНО | 282    | 55               | 183          | 38             | 6                  | 0         |

| Пол    | Укупно                    | Пољопривреда, лов и шумарство | Рибарство                            | Вађење руде и камена | Прерађивачка индустрија       |
| ------ | ------------------------- | ----------------------------- | ------------------------------------ | -------------------- | ----------------------------- |
| Мушки  | 56                        | 22                            | 0                                    | 0                    | 5                             |
| Женски | 21                        | 13                            | 0                                    | 0                    | 5                             |
| УКУПНО | 77                        | 35                            | 0                                    | 0                    | 10                            |
| Пол    | Производња и снабдевање   | Грађевинарство                | Трговина                             | Хотели и ресторани   | Саобраћај, складиштење и везе |
| Мушки  | 0                         | 23                            | 0                                    | 0                    | 3                             |
| Женски | 0                         | 0                             | 2                                    | 0                    | 0                             |
| УКУПНО | 0                         | 23                            | 2                                    | 0                    | 3                             |
| Пол    | Финансијско посредовање   | Некретнине                    | Државна управа и одбрана             | Образовање           | Здравствени и социјални рад   |
| Мушки  | 0                         | 0                             | 0                                    | 1                    | 0                             |
| Женски | 0                         | 0                             | 0                                    | 1                    | 0                             |
| УКУПНО | 0                         | 0                             | 0                                    | 2                    | 0                             |
| Пол    | Остале услужне активности | Приватна домаћинства          | Екстериторијалне организације и тела | Непознато            | Непознато                     |
| Мушки  | 0                         | 0                             | 0                                    | 2                    | 2                             |
| Женски | 0                         | 0                             | 0                                    | 0                    | 0                             |
| УКУПНО | 0                         | 0                             | 0                                    | 2                    | 2                             |